# Cour d'appel de Papeete
La cour d'appel de Papeete connaît des affaires venant des tribunaux de son ressort, qui s'étend sur la Polynésie française.
En 1843, un conseil d'appel est créé composé uniquement du gouverneur qui le préside.
Un poste de procureur est créé en 1847.
En 1868, le conseil d'appel devient tribunal supérieur d'appel composé d’un juge et d’un procureur impérial.
Les effectifs sont renforcés au fur et à mesure des années. 
Par décret du 12 mai 1981, le tribunal supérieur d'appel de Papeete est devenu cour d'appel. Le président du tribunal supérieur d'appel est devenu premier président et le procureur près le tribunal supérieur d'appel est devenu procureur général.

## Chefs de juridiction

### Présidents puis Premiers présidents

#### Présidents du Tribunal supérieur d'appel
- M. Léopold-Léger ( - 1926)
- Louis Cury (1930)
- M Ballant (1935 - )
- Marcel Ardant (1937 - )
- Alcide Faugerat (1942 - )
- André de Montlezun (1946 - 1948)
- Gilbert Baudrand (1953 - 1956)
- Jérôme Simonel (1956 - 1961)
- Gilbert Baudrand 1961 - 1966)
- Albert Relinger (1966 - 1971)
- Yves Pégourier (1971 - 1979)
- Paul Gomez (1979 - 1981)

#### Premiers Présidents de la cour d'appel de Papeete
- Thierry Cathala (1981-1985)
- Henry de Labrusse (1985 - 1992)
- Claude Hanoteau (1992 - 1994)
- Andrée Conre, épouse Gervais de Lafond (1994 - 1998)
- Patrick Michaux (1998 - 2003)
- Olivier Aimot (2003 - 2010)
- Jean-Pierre Atthenont (2010 - 2013)
- Régis Vouaux-Massel (2013 - 2020)
- Thierry Polle (2020 - )

#### Procureurs de la République près de Tribunal supérieur d'appel
- Albert Billaud ( - 1948)
- André de Montlezun (1948 - )
- Robert Lécorché (1953 - )
- Charles Waddy ( 1963 - 1968)
- René Bonneau (1968 - 1971)
- Roland Girard (1971 - 1980)

#### Procureurs généraux près la Cour d'appel de Papeete
- Jean Baron (1980 - 1985)
- Paul Marchaud (1985 - 1991)
- Pierre Couret (1991 - 1997)
- Jack Gauthier (1997 - 2002)
- François Deby ( 2002- 2007)
- Serge Samuel (2007 - 2013)
- Jean-François Pascal (2013 - 2015)
- François Badie (2015 - 2017)
- Thomas Pison (2017 - )

## Tribunaux du ressort
| -                   | 1 tribunal de première instance                                                                | 3 Tribunaux du Travail          | 3 tribunaux de commerce mixtes  |
| ------------------- | ---------------------------------------------------------------------------------------------- | ------------------------------- | ------------------------------- |
| Polynésie-française | - Papeete + 2 sections détachées : - Nuku Hiva (Îles Marquises) - Raiatea (Îles de la Société) | - Papeete - Nuku Hiva - Raiatea | - Papeete - Nuku Hiva - Raiatea |

Organisation

### Présidents du tribunal de première instance de Papeete
- Georges Baranger (1933 - 1935)
- André de Montlezun (1941 - 1946)
- André Le Roux (1946 - 1948)
- Jean Le Marquand (1948 - )
- André Le Roux (1953)
- René Bonneau (1954 -
- Pierre Tinseau (1957 - 1966)
- Jean Baron (1966 - 1971)
- Jean Juppe (1972 - 1976)
- Jacques Niverd (1977 - 1981)
- Henri Renaud de la Faverie (1981 - 1984)
- Alain Le Gall (1984 - 1987)
- Luc Compain (1987 - 1991)
- Jean-Pierre Pierangeli (1994 - 1997)
- Jean-Louis Thiole (1997 - 2003)
- Guy Ripoll (2003 - 2010)
- Francis Jullemier-Millasseau (2010 - 2014)
- Cécile Leingre (2015 - 2019)
- Laure Camus (2020 - )

### Procureurs de la République près le tribunal de première instance de Papeete
- M. Monti-Rossi (1929 -)
- M. Gorlier (1939)
- André de Montlezun (1941 - 1953?)
- Joseph Combes (- 1967)
- Jean Dufour (1968? - 1971)
- Georges Amadeo (1971 - 1981)
- Jean-Dominique Sarcelet (1981 - 1984)
- Jean-Yves Duval (1984 - 1992)
- Jean-Pierre Dreno (1992 - 1996)
- Michel Marotte (1996 - 2002)
- Jean Bianconi (2002 - 2009)
- José Thorel (2009 - 2016)
- Hervé Leroy (2016 - 2023)
- Solène Belaouar (2023 -....)